# Kamal Jan-Magomédov
Kamal Gadzhi-Kurbánovich Jan-Magomédov –en ruso, Камал Гаджи-Курбанович Хан-Магомедов– (Derbent, 17 de junio de 1986) es un deportista ruso, de origen daguestano, que compite en judo.
Ganó una medalla de bronce en el Campeonato Mundial de Judo de 2014 y dos medallas en el Campeonato Europeo de Judo, oro en 2015 y plata en 2013. En los Juegos Europeos de Bakú 2015 consiguió dos medallas, oro en –66 kg y bronce por equipo.

## Palmarés internacional
| Campeonato Mundial | Campeonato Mundial  | Campeonato Mundial | Campeonato Mundial |
| Año                | Lugar               | Medalla            | Categoría          |
| ------------------ | ------------------- | ------------------ | ------------------ |
| 2014               | Cheliábinsk (Rusia) | Medalla de bronce  | –66 kg             |
| Juegos Europeos    |                     |                    |                    |
| Año                | Lugar               | Medalla            | Categoría          |
| 2015               | Bakú (Azerbaiyán)   | Medalla de oro     | –66 kg             |
| 2015               | Bakú (Azerbaiyán)   | Medalla de bronce  | Equipo             |
| Campeonato Europeo |                     |                    |                    |
| Año                | Lugar               | Medalla            | Categoría          |
| 2013               | Budapest (Hungría)  | Medalla de plata   | –66 kg             |
| 2015               | Bakú (Azerbaiyán)   | Medalla de oro     | –66 kg             |